# El misteri d'El Cavall Cendrós
El misteri d'El Cavall Cendrós o El misteri de Pale Horse (originalment en anglès, The Pale Horse) és una sèrie de televisió de thriller de misteri de la BBC One emesa el 2020 en dos episodis. Escrita per Sarah Phelps, la sèrie està basada en la novel·la homònima d'Agatha Christie. És la cinquena adaptació de Phelps d'una obra de Christie per a la BBC. Dirigida per Leonora Lonsdale, és protagonitzada per Rufus Sewell i Kaya Scodelario. El rodatge es va fer a Bristol. El cotxe conduït pel personatge de Rufus Sewell és un coupé Lagonda 3-Litre.
El 2021 es va estrenar el doblatge en valencià per a À Punt sota el títol d'El misteri de Pale Horse, mentre que TV3 va estrenar-la el 25 de desembre de 2021 amb el títol d'El misteri d'El Cavall Cendrós.

## Repartiment

### Principal
- Rufus Sewell com a Mark Easterbrook
- Sheila Atim com a Thryza Grey
- Georgina Campbell com a Delphine Easterbrook[8]
- Bertie Carvel com a Zachariah Osborne
- Kathy Kiera Clarke com a Sybil Stamfordis[8]
- James Fleet com a Oscar Venables[8]
- Henry Lloyd-Hughes com a David Ardingly
- Claire Skinner com a Yvonne Tuckerton[8]
- Rita Tushingham com a Bella
- Sean Pertwee com a l'inspector Stanley Lejeune
- Kaya Scodelario com Hermia Easterbrook[8]

### Secundari
- Madeleine Bowyer com a Jessie Davis
- Poppy Gilbert com a Thomasina Tuckerton
- Ellen Robertson com a Poppy
- Sarah Woodward com a Clemency Ardingly[8]

## Llista d'episodis
| Núm. | Capítol   | Direcció         | Guió         | Data d'emissió original |
| --- | --------- | ---------------- | ------------ | ----------------------- |
| 1 | Capítol 1 | Leonora Lonsdale | Sarah Phelps | 9 de febrer de 2020     |
| La policia troba una llista de noms dins la sabata d'una dona morta. Quan en Mark Easterbrook descobreix que ell hi surt amb nom i cognom, de seguida es posa a investigar pel seu compte. Vol saber per què és a la llista i què li pot suposar. Des de les primeres indagacions, totes les pistes que troba el porten a un poble que no coneixia.                                 |           |                  |              |                         |
| 2 | Capítol 2 | Leonora Lonsdale | Sarah Phelps | 16 de febrer de 2020    |
| A mesura que van morint les persones de la llista que la policia va trobar a la sabata d'una dona morta, en Mark Easterbrook té més clar que aviat li tocarà morir a ell. Al seu voltant no hi ha res que vagi bé i les seves investigacions l'empenyen a creure el que mai s'hauria imaginat: que és víctima d'un mal d'ull. Necessita saber qui el vol matar i com es pot salvar. |           |                  |              |                         |

## Rebuda
Rotten Tomatoes informa d'una puntuació d'aprovació del 80% basada en 25 comentaris, amb una puntuació mitjana de 6,71 sobre 10. Metacritic informa d'una puntuació agregada de 69 sobre 100 basada en sis ressenyes, que indica "comentaris generalment favorables".
The Guardian va donar al primer episodi quatre estrelles i va elogiar el guió i la direcció. The Independent va considerar el segon episodi "satisfactori" i va dir que les millores del material i l'idioma havien funcionar.
Igual que amb les seves adaptacions anteriors, alguns espectadors van criticar els nombrosos i significatius canvis que Phelps va fer a la novel·la original; i alguns van criticar el final, que van trobar confús. Un reportatge de Radio Times va admetre que "el final és deliberadament ambigu".